# Sangiin-Wahl 2022
Die Sangiin-Wahl 2022 am 10. Juli 2022 war die 26. reguläre Wahl der Mitglieder des Sangiin (Rätehaus/Senat) (japanisch 第26回参議院議員通常選挙 dai-26-kai Sangiin giin tsūjō-senkyo), des Oberhauses der japanischen Kokkai (Nationalversammlung/Nationalparlament). Zur Wahl standen eigentlich 124 der dann 248 Mitglieder des Sangiin in einem Grabenwahlsystem: 50 in Verhältniswahl mit Vorzugsstimme in einem landesweiten Wahlkreis, 74 in nicht übertragbarer Einzelstimmgebung in 45 Wahlkreisen, von denen die meisten den Präfekturen entsprechen. In Kanagawa wurde aber eine Nachwahl für einen vakanten Sitz in der anderen Klasse 2019–2025 mit der regulären Wahl 2022 kombiniert, sodass dort fünf statt vier und landesweit insgesamt 125 Sitze zur Wahl standen: 124 bis 2028 und einer bis 2025.
Nach dem Sieg des Regierungskandidaten bei der Sangiin-Nachwahl in Ishikawa am 24. April 2022 hält die LDP-Kōmeitō-Regierung (Stand: 30. April 2022) mit 139 von 243 Sitzen eine sichere Mehrheit.
Die Wahl wurde von einem Attentat auf Shinzō Abe überschattet, an dessen Folgen der frühere Premierminister verstarb.

## Termin und Attentat auf Abe
Das Mandat der bei der letzten Wahl zu dieser Klasse 2016 gewählten Senatoren endet am 25. Juli 2022. Die reguläre Wahl muss normalerweise in den 30 Tagen davor angesetzt werden, kann aber unter bestimmten Umständen bei laufender Sitzungsperiode der Kokkai etwas nach hinten verschoben werden. Anders als das Shūgiin kann das Sangiin oder das Parlament als ganzes aber nicht aufgelöst werden.
Wahltermin ist der 10. Juli; die gesetzliche Wahlkampferöffnung sollte am 22. Juni erfolgen. Für den 10. Juli ist bereits die Gouverneurswahl in Shiga angesetzt.
Am 8. Juli 2022, zwei Tage vor der Wahl, wurde bei einer Wahlkampfveranstaltung in Nara ein Attentat auf den früheren Premierminister Shinzō Abe der Liberaldemokratischen Partei (LDP) verübt, an dessen Folgen er starb. Der Anschlag löste weltweit Bestürzung und Anteilnahme aus. Der Wahlkampf wurde zunächst unterbrochen, am 9. Juli aber unter verstärkten Sicherheitsvorkehrungen wieder aufgenommen. Eine Verschiebung der Wahl hatte Premierminister Fumio Kishida, Parteifreund und Schützling Abes, abgelehnt. Bereits vor dem Attentat hatten Beobachter der Regierungskoalition unter Führung der LDP einen Sieg prognostiziert.

## Wahlsystem
Das Wahlsystem ist unverändert im Vergleich zur letzten Wahl 2019, allerdings werden in der 2016 gewählten Klasse die Änderung der Vorzugswahl und die Mandatsumverteilungen aus dem Reapportionment 2018 erst jetzt wirksam: Der landesweite Verhältniswahlwahlkreis gewinnt zwei Sitze und Parteien können dort nun Kandidaten von der Vorzugswahl ausnehmen, und der Mehrheitswahlwahlkreis Saitama gewinnt einen Sitz.
Außerdem werden 2021 beschlossene Erleichterungen für Covid-Patienten bei der Briefwahl wirksam. Vor der COVID-19-Pandemie hat Japan seit den 2000er Jahren für am eigentlichen Wahltag Verhinderte/Unwillige ein umfangreiches System zur vorzeitigen Abstimmung während der gesetzlichen Wahlkampfperiode aufgebaut; Briefwahl ist ein auf vergleichsweise wenige Fälle beschränkter Ausnahmefall. Sie blieb auch mit den Änderungen etwa bei der Tokioter Parlamentswahl im Juli 2021 oder der Shūgiin-Wahl im Oktober 2021 selten.

## Ergebnisse
- KPJ: 11
- Reiwa Shinsengumi: 5
- SDP: 1
- KDP: 39
- DVP: 10
- Ishin: 21
- NHK-tō: 2
- Unabhängige & Sonstige: 13
- Kōmeitō: 27
- LDP: 119

Die Wahlbeteiligung stieg auf 52,05 % bei der Mehrheitswahl.
Die Regierungskoalition entschied die Wahl in den 32 Einmandatswahlkreisen klar für sich: Die LDP gewann davon 28, nur noch vier gingen an die Opposition (Aomori, Yamagata, Nagano, Okinawa). Die LDP gewann damit eine absolute Mehrheit der zur Wahl stehenden Sitze, und die Regierungskoalition konnte ihre Mehrheit insgesamt auf 146 Sitze ausbauen. Außerdem gewannen die Parteien, die zu einer Verfassungsänderung grundsätzlich bereit sind (LDP, Kōmeitō, Ishin no kai, DVP), zusammen eine Zweidrittelmehrheit.
Die größte Oppositionspartei KDP verzeichnete Verluste, die Ishin no Kai Gewinne; neu ins Parlament eingezogen ist die Sanseitō (参政党).
| Partei                                            | Partei | Sitze vor der Wahl (22. Juni 2022)                | Sitze vor der Wahl (22. Juni 2022)                | Sitze vor der Wahl (22. Juni 2022)                | Verhältniswahl | Verhältniswahl | Verhältniswahl | Mehrheitswahl  | Mehrheitswahl | Mehrheitswahl | 2022 gewählt          | Sitze nach der Wahl |
| Partei                                            | Partei | gesamt                                            | bis 2025                                          | zur Wahl                                          | Stimmen        | Anteil         | Sitze          | Stimmen        | Anteil        | Sitze         | 2022 gewählt          | Sitze nach der Wahl |
| ------------------------------------------------- | --- | ------------------------------------------------- | ------------------------------------------------- | ------------------------------------------------- | -------------- | -------------- | -------------- | -------------- | ------------- | ------------- | --------------------- | ------------------- |
|                                                   | Liberaldemokratische Partei (LDP) (Jiyūminshutō) | 111                                               | 56                                                | 55                                                | 18.256.244,836 | 34,43 %        | 18             | 20.603.298,241 | 38,74 %       | 45            | 63                    | 119                 |
|                                                   | Konstitutionell-Demokratische Partei (KDP) (Rikken Minshutō) | 45                                                | 22                                                | 23                                                | 6.771.913,804  | 12,77 %        | 7              | 8.154.330,036  | 15,33 %       | 10            | 17 (inkl. 1 bis 2025) | 39                  |
|                                                   | Kōmeitō (~„Gerechtigkeitspartei“) | 28                                                | 14                                                | 14                                                | 6.181.431,938  | 11,66 %        | 6              | 3.600.490,000  | 6,77 %        | 7             | 13                    | 27                  |
|                                                   | Nippon Ishin no Kai (Ishin) (~„Vereinigung der Reformation/Restoration Japan“) | 15                                                | 9                                                 | 6                                                 | 7.845.995,425  | 14,80 %        | 8              | 5.533.657,454  | 10,41 %       | 4             | 12                    | 21                  |
|                                                   | Kommunistische Partei Japans (KPJ) (Nihon Kyōsantō) | 13                                                | 7                                                 | 6                                                 | 3.618.342,811  | 6,82 %         | 3              | 3.636.533,992  | 6,84 %        | 1             | 4                     | 11                  |
|                                                   | Demokratische Volkspartei (DVP) (Kokumin Minshutō) | 12                                                | 5                                                 | 7                                                 | 3.159.657,100  | 5,96 %         | 3              | 2.038.654,596  | 3,83 %        | 2             | 5                     | 10                  |
|                                                   | Reiwa Shinsengumi (ReiShin) („Reiwa-Shinsengumi“) | 2                                                 | 2                                                 | 0                                                 | 2.319.156,519  | 4,37 %         | 2              | 989.716,000    | 1,86 %        | 1             | 3                     | 5                   |
|                                                   | NHK-tō (N-tō) | 1                                                 | 1                                                 | 0                                                 | 1.253.872,447  | 2,36 %         | 1              | 1.106.508,022  | 2,08 %        | 0             | 1                     | 2                   |
|                                                   | Sozialdemokratische Partei (SDP) (Shakaiminshutō) | 1                                                 | 0                                                 | 1                                                 | 1.258.501,715  | 2,37 %         | 1              | 178.911,000    | 0,34 %        | 0             | 1                     | 1                   |
|                                                   | Sanseitō („Partizipationspartei“) | 0                                                 | 0                                                 | 0                                                 | 1.768.385,409  | 3,33 %         | 1              | 2.018.214,627  | 3,80 %        | 0             | 1                     | 1                   |
|                                                   | Sonstige | 0                                                 | 0                                                 | 0                                                 | 593.758,001    | 1,12 %         | 0              | 1.034.337,295  | 1,94 %        | 0             | 0                     | 0                   |
|                                                   | Unabhängige [=ohne Parteinominierung, nicht immer partei- o. fraktionslos] inkl. Okinawa Shadaitō, manche gemeinsame Mitte-links-Kandidaten & parteilose Mitglieder parteigebundener Fraktionen | 15                                                | 7                                                 | 8                                                 | –              | –              | –              | 4.285.360,367  | 8,06 %        | 5             | 5                     | 12                  |
| Summe (Sitze/gültige Stimmen)                     | Summe (Sitze/gültige Stimmen) | 243 (2 Vak.)                                      | 123 (1 Vak.)                                      | 120 (1 Vak.)                                      | 53.027.260,005 | 100,00 %       | 50             | 53.180.011,630 | 100,00 %      | 74+1          | 124+1                 | 248                 |
| Wahlbeteiligung: von 105.019.203 Wahlberechtigten | Wahlbeteiligung: von 105.019.203 Wahlberechtigten | Wahlbeteiligung: von 105.019.203 Wahlberechtigten | Wahlbeteiligung: von 105.019.203 Wahlberechtigten | Wahlbeteiligung: von 105.019.203 Wahlberechtigten | 54.655.444     | 52,04 %        |                | 54.660.241     | 52,05 %       |               |                       |                     |

### Einzelwahlergebnisse
- KPJ: 3
- Reiwa Shinsengumi: 2
- SDP: 1
- KDP: 7
- DVP: 3
- Ishin: 8
- NHK-tō: 1
- Sanseitō: 1
- Kōmeitō: 6
- LDP: 18

- KPJ: 1
- Reiwa Shinsengumi: 1
- KDP: 10
- DVP: 2
- Ishin: 4
- Unabh.: 5
- Kōmeitō: 7
- LDP: 45

Farblich hervorgehoben sind die oft wahlentscheidenden Einmandatswahlkreise, in denen SNTV=FPTP:

Wahlergebnisse sind bei der Mehrheitswahl nur für Kandidaten aufgeführt, die mehr als 10 % ÷ Wahlkreismagnitude der Stimmen erhalten haben, bei der Verhältniswahl nur für Wahlsieger, den bestplatzierten Verlierer und abgewählte Mandatsinhaber.
| Wahlkreis        | Mandatszahl                          | Bisherige Abgeordnete (Stand: 22. Juni 2022)                                                                                           | Ergebnis | GuV                                                                                      |
| ---------------- | ------------------------------------ | --- | --- | ---------------------------------------------------------------------------------------- |
| Verhältniswahl   | 50 (+2)                              | LDP 19 KDP 7 Kōmeitō 7 KPJ 5 DVP 4 Ishin 3 SDP 1 Unabh. 2                                                                              | LDP 34,4 % → 18 Sitze: [33 Kandidaten, davon 2 im tokutei-waku gesetzt] Kazuhiro Fujii (gesetzt 1.) Daisuke Kajihara (gesetzt 2.) Ken Akamatsu 528.029 Hideharu Hasegawa 414.197 Shigeharu Aoyama 373.861 Satsuki Katayama 298.062 Toshiyuki Adachi 247.634 Hanako Jimi 213.359 Shin’ya Fujiki 187.748 Hiroshi Yamada 175.835 Rio Tomonō 174.287 Eriko Yamatani 173.604 Yoshiyuki Inoue 165.042 Kanehiko Shindō 150.617 Eriko Imai 148.800 Masashi Adachi 138.973 Masayuki Kamiya 127.172 Toshiyuki Ochi 118.701 Katsumi Ogawa 118.246 Yoshio Kimura 113.913 Takashi Uto 101.736 Shūkō Sonoda 93.429 Toshiei Mizuochi 83.173 | Ishin +5, ReiShin +2, N-tō +1, Sanseitō +1 KPJ −2, LDP −1, Kōmeitō −1, DVP −1, Unabh. −2 |
| Verhältniswahl   | 50 (+2)                              | LDP 19 KDP 7 Kōmeitō 7 KPJ 5 DVP 4 Ishin 3 SDP 1 Unabh. 2                                                                              | Ishin 14,8 % → 8 Sitze: [26 Kandidaten, 0 gesetzt] Akira Ishii 123.279 Mitsuko Ishii 74.118 Akemi Matsuno 55.608 Kiyoshi Nakajō 47.420 Naoki Inose 44.211 Michihito Kaneko 36.944 Seiichi Kushida 35.842 Kenta Aoshima 33.553 Hotaru Ueno 29.095 | Ishin +5, ReiShin +2, N-tō +1, Sanseitō +1 KPJ −2, LDP −1, Kōmeitō −1, DVP −1, Unabh. −2 |
| Verhältniswahl   | 50 (+2)                              | LDP 19 KDP 7 Kōmeitō 7 KPJ 5 DVP 4 Ishin 3 SDP 1 Unabh. 2                                                                              | KDP 12,8 % → 7 Sitze: [20 Kandidaten, 0 gesetzt] Kiyomi Tsujimoto 428.859 Makoto Oniki 171.619 Chikage Koga 144.344 Shin’ichi Shiba 127.382 Kyōko Murata 125.340 Ai Aoki 123.742 Michihiro Ishibashi 111.703 Shinkun Haku 84.242 Masatoshi Ishikawa 48.702 Yoshifu Arita 46.715 | Ishin +5, ReiShin +2, N-tō +1, Sanseitō +1 KPJ −2, LDP −1, Kōmeitō −1, DVP −1, Unabh. −2 |
| Verhältniswahl   | 50 (+2)                              | LDP 19 KDP 7 Kōmeitō 7 KPJ 5 DVP 4 Ishin 3 SDP 1 Unabh. 2                                                                              | Kōmeitō 11,7 % → 6 Sitze: [17 Kandidaten, 0 gesetzt] Shinji Takeuchi 437.228 Shin’ichi Yokoyama 415.178 Masaaki Taniai 351.413 Tetsuya Kubota 349.359 Seishi Kumano 269.048 Isamu Ueda 268.403 Masaru Miyazaki 9.695 | Ishin +5, ReiShin +2, N-tō +1, Sanseitō +1 KPJ −2, LDP −1, Kōmeitō −1, DVP −1, Unabh. −2 |
| Verhältniswahl   | 50 (+2)                              | LDP 19 KDP 7 Kōmeitō 7 KPJ 5 DVP 4 Ishin 3 SDP 1 Unabh. 2                                                                              | KPJ 6,8 % → 3 Sitze: [25 Kandidaten, 0 gesetzt] Tomoko Tamura 112.132 Sōhei Nihi 36.098 Tomo Iwabuchi 35.392 Mikishi Daimon 31.570 Ryōsuke Takeda 23.370 | Ishin +5, ReiShin +2, N-tō +1, Sanseitō +1 KPJ −2, LDP −1, Kōmeitō −1, DVP −1, Unabh. −2 |
| Verhältniswahl   | 50 (+2)                              | LDP 19 KDP 7 Kōmeitō 7 KPJ 5 DVP 4 Ishin 3 SDP 1 Unabh. 2                                                                              | DVP 6,0 % → 3 Sitze: [9 Kandidaten, 0 gesetzt] Hitoshi Takezume 238.956 Makoto Hamaguchi 234.744 Takanori Kawai 211.783 Wakako Yata 159.929 | Ishin +5, ReiShin +2, N-tō +1, Sanseitō +1 KPJ −2, LDP −1, Kōmeitō −1, DVP −1, Unabh. −2 |
| Verhältniswahl   | 50 (+2)                              | LDP 19 KDP 7 Kōmeitō 7 KPJ 5 DVP 4 Ishin 3 SDP 1 Unabh. 2                                                                              | ReiShin 4,4 % → 2 Sitze: [9 Kandidaten, 1 gesetzt] Daisuke Tenbata (gesetzt 1.) Suidōbashi-hakase [Masayoshi Ono] 117.779 Kusuo Ōshima 28.120 | Ishin +5, ReiShin +2, N-tō +1, Sanseitō +1 KPJ −2, LDP −1, Kōmeitō −1, DVP −1, Unabh. −2 |
| Verhältniswahl   | 50 (+2)                              | LDP 19 KDP 7 Kōmeitō 7 KPJ 5 DVP 4 Ishin 3 SDP 1 Unabh. 2                                                                              | Sanseitō 3,3 % → 1 Sitz: [5 Kandidaten, 0 gesetzt] Sōhei Kamiya 159.433 Kunihiko Takeda 128.257 | Ishin +5, ReiShin +2, N-tō +1, Sanseitō +1 KPJ −2, LDP −1, Kōmeitō −1, DVP −1, Unabh. −2 |
| Verhältniswahl   | 50 (+2)                              | LDP 19 KDP 7 Kōmeitō 7 KPJ 5 DVP 4 Ishin 3 SDP 1 Unabh. 2                                                                              | SDP 2,4 % → 1 Sitz: [8 Kandidaten, 0 gesetzt] Mizuho Fukushima 216.984 Ichirō Miyagi 22.309 | Ishin +5, ReiShin +2, N-tō +1, Sanseitō +1 KPJ −2, LDP −1, Kōmeitō −1, DVP −1, Unabh. −2 |
| Verhältniswahl   | 50 (+2)                              | LDP 19 KDP 7 Kōmeitō 7 KPJ 5 DVP 4 Ishin 3 SDP 1 Unabh. 2                                                                              | N-tō 2,4 % → 1 Sitz: [9 Kandidaten, 0 gesetzt] Yoshikazu Higashitani 287.714 Tarō Yamamoto 53.351 | Ishin +5, ReiShin +2, N-tō +1, Sanseitō +1 KPJ −2, LDP −1, Kōmeitō −1, DVP −1, Unabh. −2 |
| Verhältniswahl   | 50 (+2)                              | LDP 19 KDP 7 Kōmeitō 7 KPJ 5 DVP 4 Ishin 3 SDP 1 Unabh. 2                                                                              | Gobō no tō 0,4 % → 0 Sitze: 11 Kandidaten (8 gesetzt) Kōfuku-jitsugen-tō 0,3 % → 0 Sitze: 1 Kandidatin Nippon-daiichi-tō 0,2 % → 0 Sitze: 2 Kandidaten (0) Shintō Kunimori 0,1 % → 0 Sitze: 2 Kandidaten (0) Ishin seitō shinpū 0,1 % → 0 Sitze: 1 Kandidat | Ishin +5, ReiShin +2, N-tō +1, Sanseitō +1 KPJ −2, LDP −1, Kōmeitō −1, DVP −1, Unabh. −2 |
| Hokkaidō         | 3                                    | Gaku Hasegawa (LDP) Eri Tokunaga (KDP) Yoshio Hachiro (KDP)                                                                            | Gaku Hasegawa (LDP – Kōmeitō) 25,5 % Eri Tokunaga (KDP – SDP) 19,5 % Toshimitsu Funahashi (LDP – Kōmeitō, Daichi) 19,1 % Tomohiro Ishikawa (KDP) 18,1 % Kazuya Hatayama (KPJ) 7,0 % Hidektaka Usuki (DVP) 3,9 % Kotarō Ōmura (Sanseitō) 3,2 % | LDP +1 KDP −1                                                                            |
| Aomori           | 1                                    | Masayo Tanabu (KDP) | Masayo Tanabu (KDP – SDP) 53,5 % Naohito Saitō (LDP – Kōmeitō) 41,7 % |                                                                                          |
| Iwate            | 1                                    | Eiji Kidoguchi (KDP) | Megumi Hirose (LDP – Kōmeitō) 47,2 % Eiji Kidoguchi (KDP) 43,2 % | LDP +1 KDP −1                                                                            |
| Miyagi           | 1                                    | Mitsuru Sakurai (LDP) | Mitsuru Sakurai (LDP – Kōmeitō) 51,9 % Kimiko Obata (KDP) 29,8 % Midori Hirai (Ishin) 10,1 % |                                                                                          |
| Akita            | 1                                    | Hiroo Ishii (LDP) | Hiroo Ishii (LDP – Kōmeitō) 42,7 % Toshihide Muraoka (Unabh. – DVP) 35,6 % Yuriko Sasa (Unabh. – KDP) 13,7 % |                                                                                          |
| Yamagata         | 1                                    | Yasue Funayama (DVP) | Yasue Funayama (DVP) 49,0 % Rika Ōuchi (LDP – Kōmeitō) 44,0 % |                                                                                          |
| Fukushima        | 1                                    | Teruhiko Mashiko (Unabh.) | Hokuto Hoshi (LDP – Kōmeitō) 51,6 % Akiko Onodera (Unabh. – KDP, DVP, SDP) 39,3 % | LDP +1 Unabh. −1                                                                         |
| Ibaraki          | 2                                    | Hiroshi Okada (LDP) Akira Gunji (KDP)                                                                                                  | Akiyoshi Katō (LDP – Kōmeitō) 49,9 % Makiko Dōgomi (Unabh. – KDP, DVP) 18,1 % Rika Sasaki (Ishin) 14,6 % Kumiko Ōuchi (KPJ) 9,7 % | Unabh. (Opp.) +1 KDP −1                                                                  |
| Tochigi          | 1                                    | Michiko Ueno (LDP) | Michiko Ueno (LDP – Kōmeitō) 56,2 % Miyako Itakura (KDP) 17,3 % Yumi Ōkubo (Ishin) 13,6 % |                                                                                          |
| Gunma            | 1                                    | Hirofumi Nakasone (LDP) | Hirofumi Nakasone (LDP – Kōmeitō) 63,8 % Keiko Shirai (Unabh. – KDP, DVP) 18,6 % |                                                                                          |
| Saitama          | 4 (+1)                               | Masakazu Sekiguchi (LDP) Makoto Nishida (Kōmeitō) Kiyoshi Ueda (Unabh./DVP-Fraktion)                                                   | Masakazu Sekiguchi (LDP) 24,1 % Kiyoshi Ueda (Unabh. – DVP) 16,6 % Makoto Nishida (Kōmeitō – LDP) 15,8 % Mari Takagi (KDP) 14,7 % Takeyoshi Kaku (Ishin) 10,7 % Saeko Umemura (KPJ) 7,8 % Miyuki Nishi (ReiShin) 4,0 % Hitoshi Sakaue (Sanseitō) 3,0 % | KDP +1                                                                                   |
| Chiba            | 3                                    | Kuniko Inoguchi (LDP) Taichirō Motoe (LDP) Hiroyuki Konishi (KDP)                                                                      | Shōichi Usui (LDP – Kōmeitō) 25,9 % Kuniko Inoguchi (LDP – Kōmeitō) 23,1 % Hiroyuki Konishi (KDP) 18,6 % Masato Sano (Ishin) 9,9 % Kazuko Saitō (KPJ) 7,7 % Hirokazu Isobe (DVP) 6,4 % Ryōta Shiina (Sanseitō) 3,4 % |                                                                                          |
| Tokio            | 6                                    | Renhō (KDP) Masaharu Nakagawa (LDP) Toshiko Takeya (Kōmeitō) Taku Yamazoe (KPJ) Kentarō Asahi (LDP) Toshio Ogawa (KDP/fraktionslos)    | Kentarō Asahi (LDP) 14,7 % Toshiko Takeya (Kōmeitō) 11,8 % Taku Yamazoe (KPJ) 10,9 % Renhō (KDP) 10,6 % Akiko Ikuina (LDP) 9,8 % Tarō Yamamoto (ReiShin) 9,0 % Yuki Ebisawa (Ishin) 8,4 % Akihiro Matsuo (KDP) 5,9 % Hirotada Ototake (Unabh.) 5,1 % Chiharu Araki (First no kai) 4,5 % Mio Kawanishi (Sanseitō) 2,2 % | ReiShin +1 KDP −1                                                                        |
| Kanagawa         | 4 +1 (integrierte Nachwahl bis 2025) | Junko Mihara (LDP) Nobuhiro Miura (Kōmeitō) Yūichi Mayama (KDP) vakant (zuletzt Kenji Nakanishi, LDP) +1 Vakanz in der Klasse von 2019 | Junko Mihara (LDP) 19,7 % Shigefumi Matsuzawa (Ishin) 14,8 % Nobuhiro Miura (Kōmeitō – LDP) 13,4 % Keiichirō Asao (LDP) 13,3 % für 3 Jahre: Tomoko Mizuno (KDP) 9,6 % Yuka Asaka (KPJ) 8,7 % Jesus Fukasaku (DVP) 6,2 % Yūsuke Terasaki (KDP) 5,1 % Akiko Fujimura (Sanseitō) 2,9 % | LDP +1, Ishin +1                                                                         |
| Niigata          | 1                                    | Yūko Mori (KDP) | Kazuhiro Kobayashi (LDP – Kōmeitō) 51,0 % Yūko Mori (KDP – SDP) 44,2 % | LDP +1 KDP −1                                                                            |
| Toyama           | 1                                    | Kōtaro Nogami (LDP) | Kōtarō Nogami (LDP – Kōmeitō) 68,8 % Kimitomo Kyōtani (Ishin) 9,8 % |                                                                                          |
| Ishikawa         | 1                                    | Naoki Okada (LDP) | Naoki Okada (LDP – Kōmeitō) 64,5 % Tsuneko Oyamada (KDP – SDP) 19,7 % |                                                                                          |
| Fukui            | 1                                    | Masaaki Yamazaki (LDP) | Masaaki Yamazaki (LDP – Kōmeitō) 39,7 % Takeshi Saiki (Unabh.) 35,8 % |                                                                                          |
| Yamanashi        | 1                                    | Yuka Miyazawa (KDP) | Manabu Nagai (LDP – Kōmeitō) 48,9 % Yuka Miyazawa (KDP – SDP) 43,8 % | LDP +1 KDP −1                                                                            |
| Nagano           | 1                                    | Hideya Sugio (KDP) | Hideya Sugio (KDP – KPJ, SDP) 44,6 % Sanshirō Matsuyama (LDP – Kōmeitō) 38,7 % Daisuke Tezuka (Ishin) 10,5 % |                                                                                          |
| Gifu             | 1                                    | Takeyuki Watanabe (LDP) | Takeyuki Watanabe (LDP – Kōmeitō) 52,8 % Midori Tanno (DVP) 30,1 % |                                                                                          |
| Shizuoka         | 2                                    | Sachiko Hirayama (Unabh.) Shinnosuke Yamazaki (Unabh./DVP-Fraktion)                                                                    | Yōhei Wakabayashi (LDP – Kōmeitō) 39,5 % Sachiko Hirayama (Unabh.) 28,4 % Shinnosuke Yamazaki (Unabh. – DVP) 15,9 % Chika Suzuki (KPJ) 8,8 % | LDP +1 Unabh. (Opp.) −1                                                                  |
| Aichi            | 4                                    | Masahito Fujikawa (LDP) Yoshitaka Saitō (KDP) Ryūji Satomi (Kōmeitō) Takae Itō (DVP)                                                   | Masahito Fujikawa (LDP) 28,4 % Ryūji Satomi (Kōmeitō – LDP) 14,3 % Yoshitaka Saitō (KDP) 13,0 % Takae Itō (DVP) 12,7 % Ichirō Hirosawa (Ishin – Genzei) 11,4 % Hatsumi Suyama (KPJ) 6,4 % Sōji Gakiya (ReiShin) 3,5 % Masaya Itō (Sanseitō) 3,5 % |                                                                                          |
| Mie              | 1                                    | Hirokazu Shiba (KDP) | Sachiko Yamamoto (LDP – Kōmeitō) 53,4 % Masahide Yoshino (Unabh. – KDP, DVP, SDP) 36,9 % | LDP +1 KDP −1                                                                            |
| Shiga            | 1                                    | Takashi Koyari (LDP) | Takashi Koyari (LDP – Kōmeitō) 51,6 % Issei Tajima (Unabh. – KDP, DVP) 31,2 % |                                                                                          |
| Kyōto            | 2                                    | Satoshi Ninoyu (LDP) Tetsurō Fukuyama (KDP)                                                                                            | Akira Yoshii (LDP – Kōmeitō) 28,8 % Tetsurō Fukuyama (KDP) 26,5 % Yūko Kusui (Ishin – DVP) 24,8 % Saiko Takeyama (KPJ) 12,5 % |                                                                                          |
| Osaka            | 4                                    | Rui Matsukawa (LDP) Hitoshi Asada (Ishin) Hirotaka Ishikawa (Kōmeitō) Kaori Takagi (Ishin)                                             | Kaori Takagi (Ishin) 23,1 % Rui Matsukawa (LDP) 19,4 % Hitoshi Asada (Ishin) 16,0 % Hirotaka Ishikawa (Kōmeitō) 15,7 % Kōtarō Tatsumi (KPJ) 9,0 % Toshitaka Ishida (KDP) 5,3 % Ai Yahata (ReiShin) 3,0 % Yuriko Ōtani (DVP) 2,8 % Seiichirō Aburatani (Sanseitō) 2,6 % |                                                                                          |
| Hyōgo            | 3                                    | Shinsuke Suematsu (LDP) Takae Itō (Kōmeitō) Daisuke Katayama (Ishin)                                                                   | Daiskue Katayama (Ishin) 28,3 % Shinsuke Suematsu (LDP) 24,5 % Takae Itō (Kōmeitō – LDP) 19,8 % Sawako Aizawa (KDP – SDP) 11,3 % Jun Komura (KPJ) 6,5 % Shinobu Nishimura (Sanseitō) 3,8 % |                                                                                          |
| Nara             | 1                                    | Kei Satō (LDP) | Kei Satō (LDP – Kōmeitō) 41,7 % Takashi Nakagawa (Ishin) 29,3 % Misato Ioku (KDP) 16,1 % |                                                                                          |
| Wakayama         | 1                                    | Yōsuke Tsuruho (LDP) | Yōsuke Tsuruho (LDP – Kōmeitō) 72,1 % Hisashi Mae (KPJ) 14,6 % |                                                                                          |
| Tottori- Shimane | 1                                    | Kazuhiko Aoki (LDP) | Kazuhiko Aoki (LDP – Kōmeitō) 62,5 % Taishirō Murakami (KDP) 22,6 % |                                                                                          |
| Okayama          | 1                                    | Kimi Onoda (LDP) | Kimi Onoda (LDP) 54,7 % Susumu Kuroda (Unabh. – KDP, DVP) 29,5 % |                                                                                          |
| Hiroshima        | 2                                    | Yōichi Miyazawa (LDP) Minoru Yanagida (Unabh./DVP-Fraktion)                                                                            | Yōichi Miyazawa (LDP – Kōmeitō) 50,3 % Eri Mikami (Unabh. – KDP, DVP, SDP) 24,6 % Hisashi Morikawa (Ishin) 10,9 % Takae Nakamura (KPJ) 5,5 % Chiharu Asai (Sanseitō) 5,0 % |                                                                                          |
| Yamaguchi        | 1                                    | Kiyoshi Ejima (LDP) | Kiyoshi Ejima (LDP – Kōmeitō) 63,0 % Kenji Akiyama (KDP) 11,9 % Kazuya Ōuchi (DVP) 10,4 % |                                                                                          |
| Tokushima- Kōchi | 1                                    | Yūsuke Nakanishi (LDP) | Yūsuke Nakanishi (LDP – Kōmeitō) % Kenji Matsumoto (KPJ – SDP) 19,0 % Ken’ichi Fujimoto (Ishin) 11,4 % |                                                                                          |
| Kagawa           | 1                                    | Yoshihiko Isozaki (LDP) | Yoshihiko Isozaki (LDP – Kōmeitō) 51,5 % Shōko Mitani (DVP) 15,4 % Kunio Moteki (KDP) 13,7 % |                                                                                          |
| Ehime            | 1                                    | Junzō Yamamoto (LDP) | Junzō Yamamoto (LDP – Kōmeitō) 59,0 % Chika Takami (Unabh. – KDP) 32,1 % |                                                                                          |
| Fukuoka          | 3                                    | Yukihito Koga (KDP) Satoshi Ōie (LDP) Hiromi Takase (Kōmeitō)                                                                          | Satoshi Ōie (LDP) 29,2 % Yukihito Koga (KDP) 21,9 % Kōzō Akino (Kōmeitō – LDP) 17,4 % Mayumi Ryūno (Ishin) 7,9 % Kyōko Ōta (DVP) 6,7 % Shōzō Majima (KPJ) 4,9 % Fumiyo Okuda (ReiShin) 4,1 % Shinsuke Nonaka (Sanseitō) 3,6 % |                                                                                          |
| Saga             | 1                                    | Takamaro Fukuoka (LDP) | Takamaro Fukuoka (LDP – Kōmeitō) 65,2 % Tsukasa Ono (KDP) 23,5 % |                                                                                          |
| Nagasaki         | 1                                    | Genjirō Kaneko (LDP) | Keisuke Yamamoto (LDP – Kōmeitō) 50,1 % Ayumi Shirakawa (KDP – SDP) 29,2 % Mami Yamada (Ishin) 10,3 % |                                                                                          |
| Kumamoto         | 1                                    | Yoshifumi Matsumura (LDP) | Yoshifumi Matsumura (LDP – Kōmeitō) 62,2 % Shintarō Deguchi (KDP – SDP) 21,8 % Chitose Takai (Sanseitō) 11,4 % |                                                                                          |
| Ōita             | 1                                    | Shin’ya Adachi (DVP) | Harutomo Koshō (LDP – Kōmeitō) 46,6 % Shin’ya Adachi (DVP) 37,4 % | LDP +1 DVP −1                                                                            |
| Miyazaki         | 1                                    | Shinpei Matsushita (LDP) | Shinpei Matsushita (LDP – Kōmeitō) 48,0 % Nana Kuroda (KDP – SDP) 36,1 % |                                                                                          |
| Kagoshima        | 1                                    | Tetsurō Nomura (LDP) | Tetsurō Nomura (LDP – Kōmeitō) 46,0 % Seiko Yanagi (KDP – DVP, SDP) 29,2 % Ayumi Saigō (Unabh.) 14,8 % |                                                                                          |
| Okinawa          | 1                                    | Yōichi Iha (Unabh./Okinawa no kaze) | Yōichi Iha (Unabh. – KDP, KPJ, ReiShin, SDP, Okinawa Shadaitō) 46,9 % Genta Koja (LDP – Kōmeitō) 46,4 % |                                                                                          |